# Museo della confraternita di Sant'Eligio dei Ferrari
Il museo di sant'Eligio dei Ferrari o raccolta di sant'Eligio dei Ferrari è sito in Via San Giovanni decollato 9, nel rione Ripa, a Roma.
Il museo raccoglie oltre ad oggetti sacri, dei candelabri, uno stendardo, pianete, calici, una lettiga per bare, una "macchina delle 48 ore", reliquie e donazioni varie.
Per le visite bisogna inoltrare una richiesta scritta al governatore della confraternita.